# AC 12 hp
AC 12 hp är en bilmodell som tillverkades av den engelska biltillverkaren AC Cars mellan 1920 och 1927.
Efter första världskriget övervägde tillverkarna att sätta en tvåcylindrig boxermotor i AC Ten-chassit, det vill säga chassit för modellen som tillverkades före kriget. Men man beslutade sig för att fortsätta med fyrcylindriga motorer, och några få bilar kom att utrustas med förkrigsmotorer från franska Fivet. Sedan gick man över till engelsktillverkade Anzani-motorer. Man beställde 2 000 stycken motorer à 1 496 kubikcentimeter, och på köpet fick ägarna Weller och Porter plats i styrelsen för British Anzani. Prismässigt var modellen avsedd att hamna över Morris Cowley-modellen.

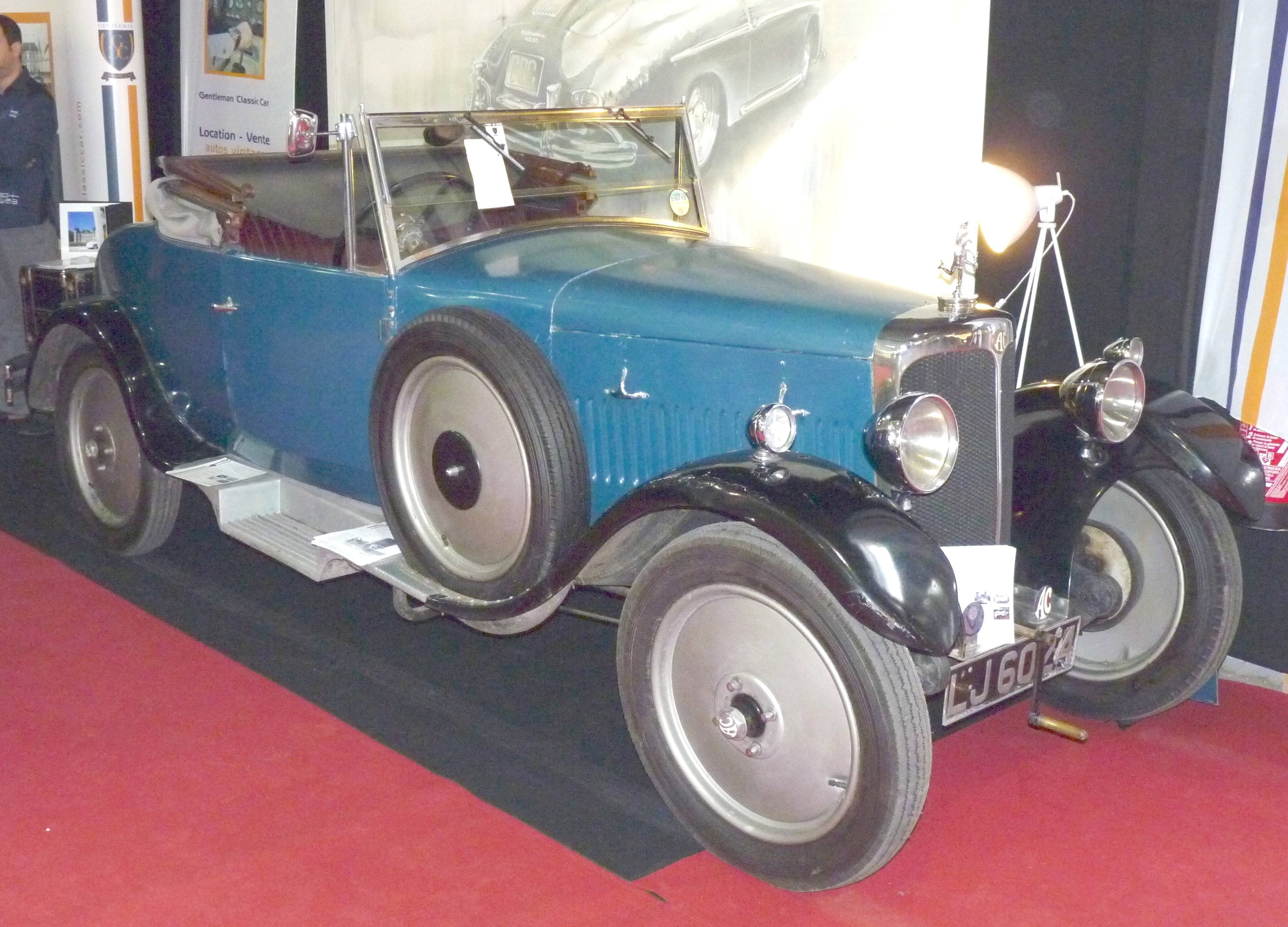
AC 12 hp roadster årgång 1926.

Men sina två- och fyrsitsiga karosser ansågs AC 12 hp som en av de vackraste småbilarna på den tiden. En sportig tvåsitsig modell var speciellt tilltalande med den spetiga bakdelen och polerad aluminiumkaross. Anzani-motorerna hade vid leverans en effekt på cirka 25 hästkrafter, men för sportmodellen trimmades AC 12 hp-motorn till effekten 40 hästkrafter, och modellen kallades således 12/40.
AC 12 hp deltog med god framgång i tävlingar och rekordkörningar. År 1921 beställde en Harry Hawker ett speciellt tävlingschassi som han lät förse med en låg och slank kaross, tillverkad i hans egen flygplansfabrik, Hawker. Med den bilen körde han en halv engelsk mil, 805 meter, med flygande start och uppnådde genomsnittsfarten 169,2 kilometer per timme. I Double Twelve Hour-tävlingen på Brooklandsbanan i maj 1922 slog en fabriksbyggd AC 12 hp-bil med en särskild sextonventilsmotor rekordet för så kallade light cars (med mindre än 1 500 kubikcentimeters slagvolym). Man tillryggalade 2 750 kilometer med snittfarten 114,63 kilometer per timme. AC 12 hp:s deltagande i tävlingen 200 Miles Race för light cars var inte särskilt framgångsrikt åren 1921 och 1922, som bäst kunde man notera en sjundeplacering.
I november 1922 kom emellertid ett rejält genombrott då J.A. Joyce blev den förste att med en light car köra i en timme med en fart över 100 engelska mil per timme, motsvarande 160,93 kilometer per timme. Vid rekordet användes en bil som hade en strömlinjeformad Hawker-kaross, sextonventilsmotor och chassi där bakaxeln låg ovanför rambalkarna. Den tillryggalagda sträckan uppgick till exakt 163,14 kilometer. Kopior av denna bil, fast med Anzani-motorer i standardutförande, fanns till försäljning för 1 000 pund fram till 1926. Det är emellertid okänt hur många som såldes av den typen.
I 1923 och 1924 års 200 Miles Race-tävlingar användes också sextonventilsmotorer i fabriksbilarna. Joyce placerade där sig som trea 1923 och fyra påföljande år. Under 1920-talets första del bjöds det på stora förändringar i AC Cars-företagets ledning. S.F. Edge, tidigare förknippad med Napier-bilarna, tog en plats i styrelsen. Han var känd att vara dynamisk och kontroversiell, så det var ingen större överraskning att han inte kom överens med de ursprungliga kompanjonerna Weller och Portwine. Dessa drog sig tillbaka i september 1922 och lämnade över företagets drift åt Edge, som övertog det fem år senare. Han startade tillverkning av fyrcylindriga motorer av Anzani-modell i Cubitt-fabriken, och brydde sig inte om att ta emot alla de 2 000 motorer som AC Cars förbundit sig att köpa av Anzani. Till en början hade de fyrcylindriga bilarna sålts bra, men senare under årtiondet minskade försäljningen.